# Xanthorhoe plurimata
Xanthorhoe plurimata är en fjärilsart som beskrevs av Walker 1862. Xanthorhoe plurimata ingår i släktet Xanthorhoe och familjen mätare. Inga underarter finns listade i Catalogue of Life.